# Oleh Krysa
Oleh Krysa (en ucraniano: Олег Криса; Gmina Uchanie, Polonia, 1 de junio de 1942) es un violinista ucraniano, condecorado con el premio Artista meritorio de Ucrania.

## Biografía
Oleh Krysa nació en Uchanie, más tarde Gmina Uchanie, en el voivodato de Lublin, Polonia, en una familia aristocrática ucraniana. En 1945, como resulta de la Operación Vistula, la familia de Krysa se trasladó a Lviv, donde creció y estudió.

A las seis años Krysa empezó a estudiar violín con el apoyo de su padre, si bien su madre hubiera preferido que tocara el piano. Su primer profesor fue Konstantin Mikhailov, alumno de Sergey Korguyev (conocido como Serge P. Korgueff), quien a su vez fue pupilo y asistente de Leopold Auer. Tras graduarse en la Escuela de música de Lviv en 1960, Oleh Krysa entró al Conservatorio de Moscú. Desde 1960 a 1967 estudió con David Oistrakh, quien diría de Krysa: 
Oleh tiene un brillante don, una inusual musicalidad, una vívida destreza y un gran carácter.

## Carrera

### Intérprete
Tras graduarse en el Conservatorio de Moscú, Oleh Krysa actuó como solista con la Filarmónica de Kiev y enseñó en el Conservatorio de Kiev. Seis años más tarde, volvería a Moscú para convertirse en el primer violín del Cuarteto Beethoven. Tocó con la formación hasta la disolución de la misma en 1987.
Desde los años 60, Krysa ha continuado apareciendo como solista con numerosas orquestas y grupos de cámara por todo el mundo.
Como un defensor de la música contemporánea, el violinista ucraniano ha tenido el privilegio de estrenar obras de mcuhos compositores, como Alfred Schnittke, Valentin Silvestrov, Myroslav Skoryk, Virko Baley y Vyacheslav Artyomov.

### Profesor
- De 1969 a 1973 — Director del departamento de violín en el Conservatorio de Kiev.first Chairman of Violin Department at Kiev Conservatory
- Desde 1971 — Profesor en el Conservatorio de Kiev
- Desde 1973 — Profesor en el Colegio Musical Estatal Gnessin, Moscú
- En 1974 — Profesor en el [Conservatorio de Moscú]]
- Desde 1989 — Profesor en la Escuela Eastman de Música, en Rochester, Nueva York.

Además de su actividad como profesor regular en los distintos conservatorios y escuelas de música, Oleh también ha impartido clases magistrales (master classes) diversos lugares por todo el mundo:
- Canadá: Toronto, Montreal
- China: Shenyang
- Alemania: Hanover, Friburgo de Brisgovia, Hitzacker, Weimar
- Japón: Tokio, Hamamatsu
- Corea del Sur: Seúl
- Polonia: Varsovia, Łańcut
- Estados Unidos: Nueva York, Boston, Oberlin, Filadelfia

## Vida personal
Oleh Krysa tiene tres hijos, uno de su primer matrimonio y dos de su segundo con la pianista Tatiana Tchekina. Andrei Madatov, violinista, vive en Hamburgo, Alemania, de su primer matrimonio. Peter Krysa, también violinista, vive en Vancouver, Canadá. Es miembro de la Orquesta de la Ópera de Vancouver y actúa regularmente con la Orquesta Sinfónica de la misma ciudad, además de impartir clases privadas. Taras Krysa, el más joven, es director y violinista. Dirige las orquestas de la UNLV y la Orquesta Sinfónica Henderson. Tanto Peter como Taras han grabado numerosos discos para importantes sellos discográficos como Russian Disc y Brilliant Classics Label y tocan a menudo con su padre.

## Grabaciones
Oleh Krysa ha grabado cerca de 40 discos para diversas discográficas, como Melodya, BIS Records, Triton (Discordia), Lydian, PolyGram-Polska, Troppe Note/Cambria y Russian Disk (USA).

### Discografía parcial
- Schnittke: Obras para violín y violonchelo (BIS, 2004)
- Schnittke: Sonatas para violín Nos. 3 y 4 (BIS, 2004)
- Preludio in Memoriam Shostakovich (BIS, 2004)
- Ravel/Martinu/Honegger/Schulhoff (BIS, 1998)
- Bloch: Concierto para violín y orquesta, Poemas del Mar, Suite Sinfónica (BIS, 1995)
- Cuarteto de cuerda Leontovych • Shostakovitch/Tchajkovsky (Greystone Records, ASIN: B000FEU70Y)
- Ludwig van Beethoven: Las sonatas para violín completas, Triton (DML Classics), 1999
Colaboración con Mykola Suk